# Julia Hülsmann
Julia Hülsmann (Bonn, 1968) is een Duits componiste en jazzpianiste. Zij groeide op in haar geboortestad.

## Levensloop
Hülsmann kreeg op 11-jarige leeftijd haar eerste pianolessen. Zij studeerde vanaf 1991 aan de Hochschule der Künste (HdK) in Berlijn onder andere bij Walter Norris, Aki Takase, Sigi Busch, Jerry Granelli, Kirk Nurock en David Friedman. Tijdens haar studie kwam zij al in contact met Bill Dobbins, Mathias Rüegg, John Taylor, Anthony Cox, Jane Ira Bloom en anderen. In 1992 werd zij lid van de concertbezetting van  het Bundesjugendjazzorchester, dat onder leiding stond van Peter Herbolzheimer. In 1996 behaalde zij haar diploma o.a. met de proefschrift: Müssen wir anders sein? Zum Selbstverständnis von Jazzpianistinnen.
In 1996 richtte zij samen met de contrabassist Marc Muellbauer en de slagwerker Rainer Winch het "Julia Hülsmann Trio" op. Zij verzorgde sinds 1997 regelmatig optredens in clubs en op festivals in Duitsland (bijvoorbeeld het Potsdamer Jazzfestival, Bonner Jazz-Weekend, Thüringer Jazzmeile). In 2001 werd Rainer Winch vervangen door de slagwerker Heinrich Köbberling. Aan het einde van 1999 kreeg zij een studiebeurs van de regering van de Duitse deelstaat Berlijn, zodat zij in 2000 een studie in de Verenigde Staten kon volgen. Hülsmann studeerde bij Richard Beirach, Maria Schneider, Gil Goldstein en Jane Ira Bloom. In Amerika leerde zij de Noorse Rebekka Bakken kennen, met wie zij een jaar later de compact disc Scattering Poems opnam. Verdere projecten en opnames maakte zij met de Zwitserse vocaliste Anna Lauvergnac Come Closer, een hommage aan Randy Newman, en met Roger Cicero Good Morning Midnight. Iedere cd was een succes binnen haar vakgebied.
Sinds 2001 is Julia Hülsmann docente aan het Jazzinstituut van de Universiteit van de Kunsten in Berlijn. 
In januari 2003 kreeg zij een studiebeurs van de "Dorothea Erxleben Stiftung" om te werken aan de Hochschule für Musik und Theater Hannover. Zij werd docente aan dit conservatorium en componeerde een werk voor strijkorkest en piano. In 2004 kreeg zij een compositie-opdracht voor het zogenoemde "Grabenfest" in Wenen. Op een tekst van Anna Lauvergnac schreef zij de titel Drei Farben weiss. Tijdens het "JazzFest Berlin 2007" ging haar stuk voor Jazzgroep en strijkerensemble in première. In 2008 volgde een cd-opname bij het label ECM Records onder de titel The End Of A Summer.

## Stijl
Haar stijl aan de piano is in vergelijking tot de huidige muziek zeer melodieus. Haar rechterhand lijkt een melodie te zingen. Zij zegt daarover zelf: In mijn muziek draait alles om de melodie. In tegenstelling tot de stromingen "house" en "techno" en de dominantie van de ritmiek in de populaire muziek van de laatste decennia, legt zij de nadruk op de "verloren" melodie.

## Composities

### Vocale muziek
- 2004 Drei Farben weiss, Suite in 5 delen voor zangstem en piano - tekst: Anna Lauvergnac
- 2007 Stuk voor jazzgroep en strijkersensemble
- Love is more thicker, voor zangstem en piano

## Discografie
- 2000 - Trio (Julia Hülsmann Trio; met Hülsmann, Muellbauer, Winch)
- 2003 - Scattering Poems (met Rebekka Bakken)
- 2004 - Come Closer (met Anna Lauvergnac)
- 2006 - Good Morning Midnight (met Roger Cicero)
- 2008 - The End of a Summer (Trio)
- 2009 - Fasil (triobijdrage aan album van Marc Sinan)
- 2011 - Imprint (Trio)